# Nevelhorst
De havezate Nevelhorst stond in het Nederlandse dorp Didam, provincie Gelderland. Op de plaats van de voormalige havezate is in 1840 de huidige boerderij De Nevelhorst gebouwd.

## Geschiedenis
In 1570 komt het huis voor als ‘den nevelhorst’. De naam verwijst naar een beboste verhoging in het landschap, een zogenaamde horst, en het dampige, nevelige karakter van de locatie.
In de 17e eeuw werd Nevelhorst bewoond door Ernst van Dunnewolt tot De Nevelhorst en zijn vrouw Frederika van Voorst. Van Dunnewolt kreeg met zijn vriend Herman Caeltjen in 1642 ruzie over een niet terugbetaalde schuld. Van Dunnewold won een duel met Caeltjen, waarna de laatste wraak nam door de Nevelhorst te overvallen. Hierbij raakte Van Dunnewolt gewond en niet veel later overleed hij. Zijn weduwe begon een rechtszaak tegen Caeltjen en kreeg uiteindelijk een schadevergoeding toegekend.
De Nevelhorst wordt sinds 1649 als havezate omschreven. Tot de havezate behoorde 32 morgen aan grond.
In 1659 trouwde Gerbrig Maria van Dunnewolt met George van Harinxma. Via het huwelijk van hun dochter kwam de Nevelhorst terecht bij de familie Roorda en Ignatius Bruno van Hoen. Hij moest het huis in 1728 noodgedwongen verkopen vanwege zijn grote financiële problemen. De nieuwe eigenaar was David Versluys, die echter gevangen werd gezet vanwege fraude, waarna in 1741 de Nevelhorst opnieuw werd geveild.
In 1765 kwam de Nevelhorst in handen van de militair Hendrik Gervais. Hij had grote plannen om de Nevelhorst om te vormen tot een landgoed en liet een siertuin aanleggen. Door geldgebrek moest hij echter zijn plannen opgeven en de Nevelhorst in 1782 weer verkopen.
Begin 19e eeuw werd de havezate bewoond door predikant Willem van de Veur.
Boerderij De Nevelhorst is rond 1840 gebouwd, waarschijnlijk met gebruikmaking van de resten van de inmiddels afgebroken havezate. Deze boerderij is een gemeentelijk monument.

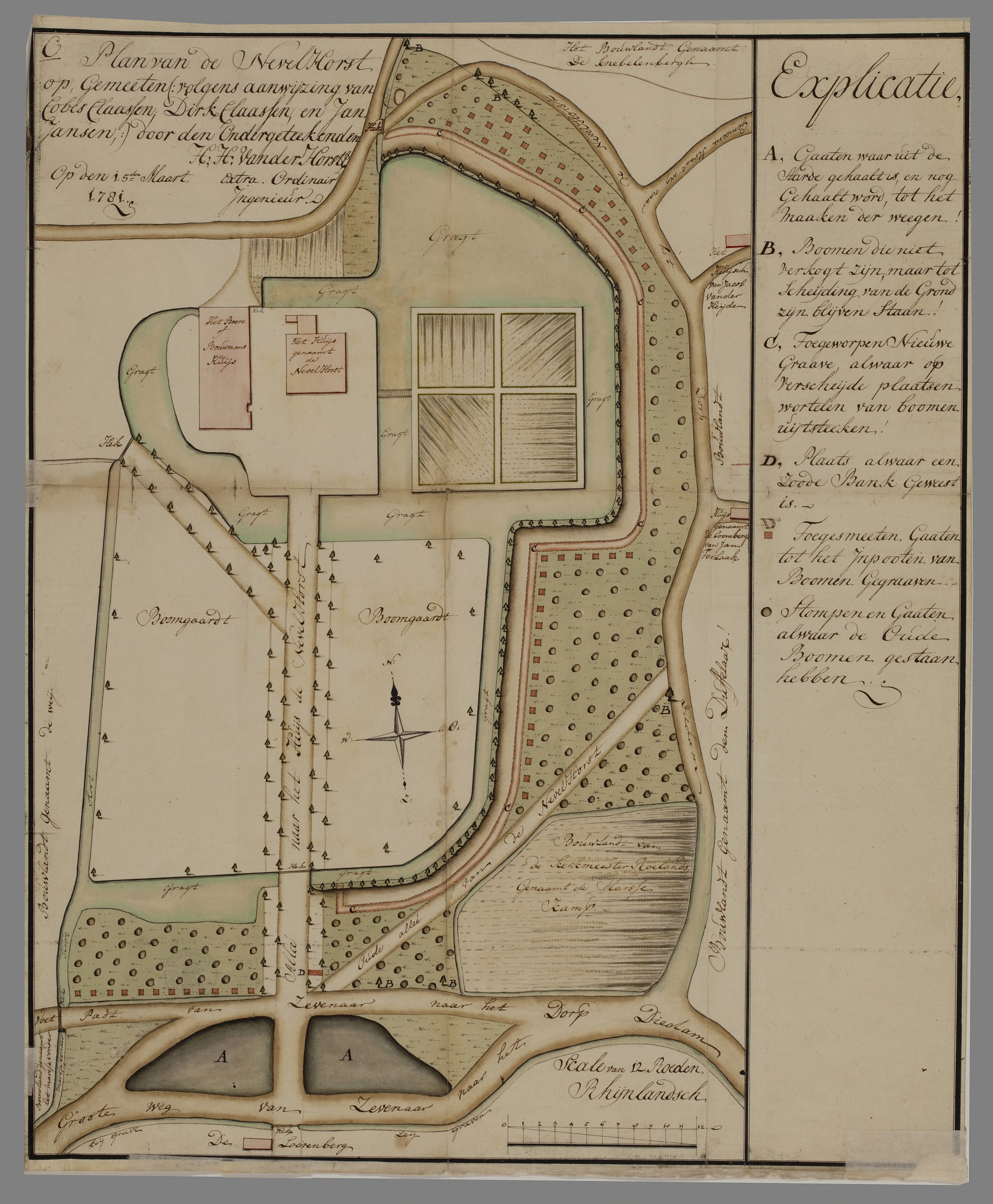
Plan van de Nevelhorst, 15 maart 1781

### Nevelhorstmeer
Naast de Nevelhorst werd tijdens de Tweede Wereldoorlog zand gewonnen ten behoeve van de aanleg van de Rijksweg 12. De ontstane zandwinput werd na de oorlog opgevuld met water en fungeerde als natuurbad. In 1996 kreeg het water de naam Nevelhorstmeer. Het is anno 2023 een recreatieterrein met strand, ligweides en parkeergelegenheid.

## Legende
In 1838 schreef J. van der Veur, de zoon van Willem van de Veur, een legende rondom het kasteel Nevelhorst en de bewoners Diederik en Fredegonde. Diederik deed mee aan de derde kruistocht en liet nog voor zijn vertrek zijn vrouw eeuwige trouw zweren tot in de dood. Naarmate Diederik langer wegbleef verdween bij Fredegonde echter de liefde voor haar man. Toen ze na twee jaar wachten hoorde dat Diederik was omgekomen in de strijd, organiseerde ze een toernooi waarvan de winnaar met haar mocht trouwen. Haar favoriete ridder eindigde als winnaar, maar op het laatste moment betrad een mysterieuze vreemdeling het strijdperk. Hij won het toernooi en mocht dus trouwen met Fredegonde. Om middernacht maakte hij zichzelf bekend: hij deed zijn helm af en het doodshoofd van Diederik kwam tevoorschijn. Hij pakte Fredegonde vast, de grond scheurde open, en het stel verdween in de diepte. Hierna werd de Nevelhorst verlaten en sindsdien is ’s nachts het gejammer van Fredegonde te horen en rijdt Diederik rondom de ruïne.
Aalst · Aardenburg · Acquoy · Aerdt · Agistaldaburg · Ahof · Aldenhaag · Aller · Ambe · Ammersoyen · Ampsen · Andelst · Angeroyen · Appelburg · Appelse walburg · Appeltern · Arler · Baak · Babberich · Baer · Baerle · Bakerbosch · Balgoij · Barlham · Batenburg · Beek · Beerenclaauw · Bemmel · Bevervoorde · Bergh · Biljoen · Bingerden · Blankenborg (Laren) · Blankenborg · Blauwe Huis · Blokhuis (Ravenswaaij) · Boelenham · Boetselaersborg · Borculo · Boswaai · Brakel · Den Brakel · Den Bramel · Bredevoort · Broekhuizen · Bronkhorst · Bruchem · Bruinhorst · Brunsberg · Bulkestein · Bunswaard · Burcht van Tiel · Buren · De Buurse · Byland · Byvanck · Caetshage · Camphuysen · De Cannenburch · de Cloese · Coldenhove · Culemborg · Dedinckweerd · Delwijnen · Didam · Diepenbroek · Hof te Dieren · Huis Dijck · Dikke Tinne · Doddendaal · Dodewaard · Doornenburg · Doornik · Doorwerth · Dooyenburg · Dorth · Doseburg · Drakenburg · Dreumel · Druten · Duivelshuis · Eerbeek · De Ehze · Elburg · Eldrik · Emmerik · Engelenburg · Groot Engelenburg · Engelrode · Enghuizen · Enspijk · De Essenburgh · Essenpas · Est · Fokkinck · Gameren · Geerestein · Geldermalsen · De Gelderse Toren · Geldersweerd · Gellicum · Gendt · Gennepestein · Glindhorst · Goudenstein · ‘s-Grevenhoef · Groot Hell · Groenlo · Groesbeek · Huis te Groesbeek · Grunsfoort · Gulden Spijker · Hackfort · Hackforts Veenhuis · Hagen · Hagevoort · Hamerden · Hanepol · Harreveld · Harslo · Hassink · Het Haveke · Hedel · Heeckeren · De Heegh · Hees · De Heest · Hellouw · Hemmen · Hernen · Motte van Hernen · Heumen · Heusden · Hoekelum · Hoekenburg · De Hoeve · De Hof · Hof d'Ooy · Hof van Arkel · Huis het Holt · Holthuis · Het Holtslag · Ter Horst · Houberg · St. Hubertus · Huissen · Hulhuizen · Hulkestein · Hulsen · Hunneschans bij De Duno · Hunneschans bij Uddel · Jonker Bloo · 't Joppe · De Kamp · Karssenberg · Kemnade · Keppel · Kermestein · Kernhem · Kervel · Kiefskamp · De Kinkelenburg · Klein Enghuizen · Kleverburg · Kortenhoeve · Laag Helbergen · Lakenburg · Landfort · Langen · Latenstein · De Lathmer · Lathum · Ter Lede · Leegpoel · Leemcuyl · Leeuwen · Leeuwenbergh · Lensenburg · Lent · Leur · Leuvenum · Leyenburg · Lichtenvoorde · Lievenstein · Loenen · Loevestein · Loil · Loowaard · Luynhorst · Hof te Maasbommel · Magerhorst · Malburgen · Malderburcht · Malsen · Manhorst · Marhulsen · De Marsch · Marveld · Mathena · Maurik · Medel · Medestein · 't Medler · Meinerswijk · De Mellard · Mensink · Mergelp · Meteren · 't Meyerink · Middachten · Millingen · Mussenberg · Nagelhorst · Nederhagen · Nederhemert · Neerijnen · Huis Neerijnen · De Nesch · Nettelhorst · Nieuwe Blokhuis ·  Nijburg · Nijenbeek · Old Putten · Notenstein · Nye Huis · Olde Spijker · Oldenaller · Oldenhof (Driel) · Oldenhof (Heteren) · De Ooij · Oolde · Oud Oolde · Oosterhout · Ophemert · Opijnen · Oud Ampsen · Oude Blokhuis · Het Oude Loo · Oude Voorst · Oudenborch · Oud-Wisch · Huis te Overasselt · Overeng · Overhagen · Overlaar · 't Oye · Palmestein · De Parck · Persingen · Plekenpol · Ploen · Pluimenburg · Poederoijen · Poelwijck · Poelwijk · De Pol (Dreumel) · Huis de Poll (Huis te Gietelo) · De Poll (Huissen) · Pollenbering · Pollenstein · Puttenstein · Het Raasink · Ravenhorst · De Rees · Ressen · Reuversweerd · Reygersfoort · Rhijnestein · Huis Rijswijk · Rode Toren · Roode Wald · Rosande · Rosendael · Rossum · Rumpt · Ruurlo · Rijsselt · Schadewijk · Schaffelaar · Scherpenzeel · Schoonbroek · Schoonderbeek · Schoonenburg · Schuilenburg · Schuilkerke · Hof te Seelbeek · Sevenaer I · Sevenaer II · Sinderen (Oude IJsselstreek) · Sinderen (Voorst) · Slangenburg · Sleeburg · Slimsijp · De Snor · Soelen · Spaansweerd · Spaldorp · Spijk · Staverden · Sterkenburg · Swanepol · Tarthorst · Teisterbant (Kerk-Avezaath) · Teisterbant (Kerkdriel) · Ter Dicke · Tolhuis · Tolhuis (Tiel) · Tollenburg · Tongerlo · Toren van Wely · Tuil · Ubbergen · Uilenburg (Ewijk) · Uilenburg (Heteren) · Ulenpas · Ulft · Upladen · Valburg · Valkhofburcht · Valkhofpalts · Vanenburg · Varik · Hof te Varsseveld · 't Velde · Velhorst · Verwolde · Vierakker · De Voorst · Voorstonden · Vorden · Vosbergen · Vredenburg · Vredestein (Driel) · Vredestein (Ravenswaaij) · Vuren · Waardenburg · Waddestein · Wadenoijen · Waede · Wageningen · Walfort · 't Waliën · De Wardt · Watergoor · Watermeerwijk · Wayenstein (Huis te Herwijnen) · Well (Huis van Malsen) · Weijenrade · Westenburg · Westerholt · Weurt · De Wiersse · Wijenburg (Echteld) · De Wildenborch · De Wildt · Wilp · Wilperhorst · Winssen · Wisch · Wychen · Wolfswaard · Woolbeek · Yrst · IJzendoorn · Zeeland · Zilveren Spijker · Zuilichem · Zwaluwenburg · Zwanenburg (Heerde) · Zwanenburg (Megchelen)